# Richard Appel
Vous lisez un « bon article » labellisé en 2017.
Richard Appel est un scénariste, producteur et ancien avocat américain né le 21 mai 1963 à New York, connu notamment pour son travail sur les séries d'animation Les Simpson et Les Griffin. Il est, depuis 2012, le producteur délégué et le responsable (show runner) des Griffin sur la Fox.
Pendant son enfance à Wilmette en Illinois, Richard Appel est attiré tout particulièrement par l'humour et rêve d'une carrière de scénariste de comédie. Il s'inscrit à l'université Harvard et écrit pour le périodique humoristique de l'université, le Harvard Lampoon. Cependant, suivant les pas de sa mère, il devient avocat. Après avoir étudié à la faculté de droit de Harvard, il commence sa carrière comme assistant de justice du juge John M. Walker Jr. avant de devenir procureur fédéral pour la cour du district du sud de New York pendant trois ans.
En 1994, il met un terme à sa carrière d'avocat lorsqu'il est embauché pour écrire des scénarios pour Les Simpson. Il scénarise sept épisodes, dont La Mère d'Homer, dans lequel il donne le nom de sa femme à la mère d'Homer Simpson. Il devient ensuite responsable et producteur délégué de la série Les Rois du Texas avant de créer la sitcom Adam Sullivan. Il travaille par la suite sur The Bernie Mac Show, Les Griffin et American Dad! avant de créer le Cleveland Show avec Seth MacFarlane.
De 1993 à environ 2009, il est marié à la romancière Mona Simpson. Le couple a deux enfants.

## Biographie

### Jeunesse et formation

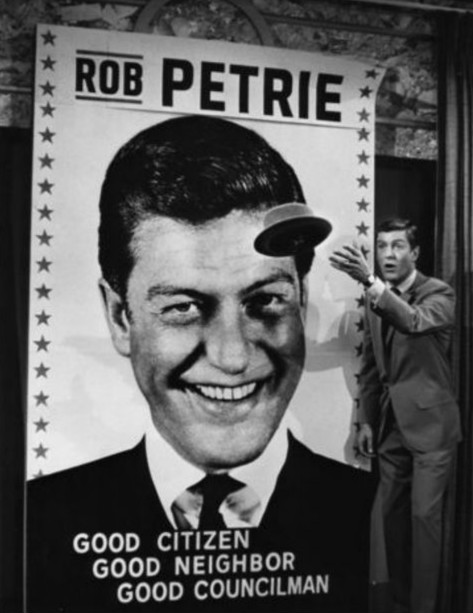
Rob Petrie du Dick Van Dyke Show, est le personnage qui a donné envie à Richard Appel de travailler dans la comédie.

Richard James Appel naît le 21 mai 1963 à New York,,. Il est le fils de Nina Schnick et Alfred Appel,. Sa mère, une ancienne avocate, est la doyenne de la faculté de droit de l'université Loyola de Chicago de 1983 à 2004, où elle continue d'enseigner les lois sur la responsabilité civile et son père, décédé le 2 mai 2009, était professeur d'anglais à l'université Northwestern et spécialiste de Vladimir Nabokov,. Richard Appel a une sœur, Karen Oshman. Il habite en Californie lorsque ses parents enseignent à l'université Stanford puis sa famille part vivre à Wilmette dans l'Illinois, où il fréquente la North Shore Country Day School. Richard commence à s'intéresser à la comédie à un très jeune âge, il constate : « J'ai grandi en regardant The Dick Van Dyke Show et j'ai toujours pensé que ce que Rob Petrie faisait pour gagner sa vie était ce que je voulais faire ». Son père lui montre les œuvres de Buster Keaton et de Laurel et Hardy et l'encourage à « lire des bandes dessinées et regarder des émissions télévisées de qualité ». Avec un ami, il réalise des publicités parodiques et des journaux télévisés filmés avec une Betamax et se livre souvent à des blagues téléphoniques. Au lycée, il écrit des sketchs et rêve de devenir un scénariste comique mais il « ne connaît personne qui fasse ce métier » et « il lui semble que ce n'est pas une carrière qui [lui] est ouverte ».
Il fréquente l'université Harvard et collabore au Harvard Lampoon aux côtés de Conan O'Brien et Greg Daniels, qu'il prend tous les deux de vitesse pour être celui qui fera le discours comique de la remise de diplômes, l'Ivy Oration. « Tout le monde pensait que ce serait forcément Conan », remarque Tad Friend, « mais le discours de Rich était drôle et plein d'autodérision, d'une manière à la fois stupide et profonde ». Après l'obtention de son diplôme d'histoire et littérature en 1985, Appel entre à la faculté de droit de Harvard, au lieu de se lancer dans la comédie, parce que l'idée de suivre sa mère et ses grands-parents dans la profession d'avocat  « lui plaisait bien ».

### Carrière

#### Avocat

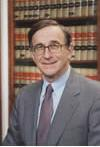
John M. Walker Jr., le juge pour lequel Richard Appel travaille pendant deux ans.

Après avoir obtenu son diplôme de droit à Harvard, il travaille pendant deux ans en tant qu'assistant de justice du juge John M. Walker, Jr. à la cour fédérale du district du sud de New York, où il s'occupe notamment des procès de Michael Milken et de Leona Helmsley,. À partir de 1990, il est procureur fédéral à la cour du district du sud de New York pendant trois ans . Pour citer son collègue Geoffrey Berman : « Richard Appel était un excellent avocat. Il avait les deux pieds sur terre, il s'exprimait bien, et il avait une vision de la loi pleine de bon sens, davantage intuitive que livresque ». Il continue cependant à rêver de devenir scénariste de comédie, malgré la sécurité de l'emploi que lui offre son poste d'avocat, mais c'est seulement en 1993, après que sa femme attend un enfant, qu'il « se rappelle que c'est sa vie et qu'il peut la façonner ». Trois mois plus tard, il rencontre un agent, écrit et soumet deux scénarios pilotes, et part vivre en Californie,.

#### Scénariste et producteur

##### Les Simpson
« Je pense que je n'ai pas ouvert ma bouche pendant les six premières semaines dans cette pièce. Une des raisons pour cela est que mon fils venait de naître. Mon fils, comme la plupart des bébés, ne dormait pas toute la nuit, et il y avait des jours où je n'ai rien dit non pas parce que j'étais intimidé mais parce que je pouvais à peine me concentrer. »

— Richard Appel à propos de ses débuts sur Les Simpson.
Se remémorant ses débuts en tant que scénariste de comédie, Richard Appel écrit : « une des raisons pour lesquelles j'ai rattrapé mes contemporains, c'est que, lorsque j'ai commencé à envoyer mes scénarios, il m'est venu à l'idée qu'avoir été rédacteur au Lampoon, même huit à dix ans auparavant, pouvait me servir de références ». Il obtient son premier emploi à la télévision lorsque David Mirkin, alors responsable de la sixième saison des Simpson, l'engage dans l'équipe de scénaristes de la série en 1994, initialement pour un contrat de dix semaines. Finalement, il travaille en tant que scénariste et producteur pour Les Simpson pendant quatre ans,. Il écrit le scénario de sept épisodes, utilisant souvent le principe de « séquences humoristiques, un approche narrative de l'humour qui évite le rire immédiat et privilégie le développement dans le temps ». Richard Appel trouve son travail sur Les Simpson très enrichissant et instructif car pour lui c'est « une série pour laquelle il est très difficile d'écrire ».
Le premier épisode qu'il scénarise est La Mère d'Homer, diffusé pendant la septième saison. Il essaye désespérément de trouver une histoire intéressante à présenter et décide de faire quelque chose sur la mère d'Homer, laquelle, jusque-là, n'avait été mentionnée qu'une fois. Il la nomme Mona Simpson, d'après le prénom de son épouse. Plusieurs scénaristes de la série ont du mal à croire qu'aucun épisode n'ait été tourné jusque-là sur la mère d'Homer . Les scénaristes décident d'utiliser cet épisode pour résoudre certaines énigmes, comme l'origine de l'intelligence de Lisa.
Pour la septième saison, il écrit également Faux permis, vrais ennuis, épisode dans lequel les enfants de Springfield passent une journée au lieu de travail d'un de leurs parents et où Bart obtient le permis de conduire. Il collabore aussi à l'épisode 22 courts-métrages sur Springfield mais les deux segments qu'il écrit, un sur Marge et un sur Lionel Hutz, ne sont pas conservés pour l'épisode. Richard Appel écrit deux épisodes pour la huitième saison, Bart chez les dames et La Guerre secrète de Lisa Simpson,. Il revient lors de la neuvième saison pour écrire le scénario de l'épisode Mère hindoue, fils indigne et le dernier épisode qu'il scénarise est Homer fait son cinéma, cinquième épisode de la dixième saison,.

##### Les Rois du TexasetAdam Sullivan

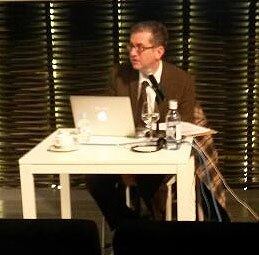
Greg Daniels, créateur de la série Les Rois du Texas, embauche Richard Appel dans son équipe de production en 1997.

En 1997, Greg Daniels embauche Richard Appel comme  producteur délégué et responsable de la série Les Rois du Texas, dirigeant ainsi le processus d'écriture et supervisant tous les aspects de la série. « Il était essentiel que Rich soit un bon scénariste capable de s'occuper d'employés et de gérer l'entreprise de son bureau », déclare Daniels. « Mais le fait qu'il soit quelqu'un en qui je pouvais faire confiance et qui avait des goûts et des valeurs similaires aux miens, était tout aussi important ». Il reste dans l'équipe de la série jusqu'en 2001,. Son travail sur Les Simpson et sur Les Rois du Texas lui vaut trois Emmy Awards.
En 2003, il crée une courte sitcom, Adam Sullivan, fondée sur sa propre expérience en tant qu'assistant de justice, avec Scott Foley dans le rôle-titre. Il conçoit cette série en 2001 et la chaîne NBC lui commande treize épisodes l'année suivante. Le pilote initial de la série est tourné avec une seule caméra mais comme les producteurs de la NBC pensent que l'utilisation de plusieurs caméras serait plus appropriée, on reprend le tournage depuis le début. À propos de cette sitcom, Richard Appel déclare : « À Hollywood on a l'impression que les scénaristes et producteurs de séries animées doivent peut-être prouver quelque chose pour justifier leur crédibilité en tant que responsables ou scénaristes de séries en prise de vues réelle. Ma propre expérience a été heureuse. Je n'ai pas partagé cette impression. Mais je sais qu'elle existe ». Lorsqu'il écrit la série, il s'inspire des facettes comiques de son travail d'avocat : « Même si l'on travaille sur une affaire dont on est fier de pouvoir parler à sa mère et à sa grand-mère, on tombe quand même sur des avocats malhonnêtes, ou un juge un peu fou, ou des témoins qui s'autodétruisent à la barre ». La série ne rencontre pas un grand succès : Scott D. Pierce du Deseret News en salue la nouveauté mais pense que regarder la série équivaut à « regarder un catastrophe ferroviaire », et Alan Sepinwall du Star-Ledger trouve qu'elle est « trop cartoonesque pour fonctionner »,. Après cela Richard Appel écrit et produit des épisodes du Bernie Mac Show et de Kitchen Confidential et apparaît dans le rôle de Josh dans le film J'adore Huckabees sorti en 2004,. En 2006, il produit pour CBS un pilote réalisé par Kelsey Grammer, intitulé My Ex Life et centré sur deux couples en instance de divorce,.

##### Les GriffinetThe Cleveland Show

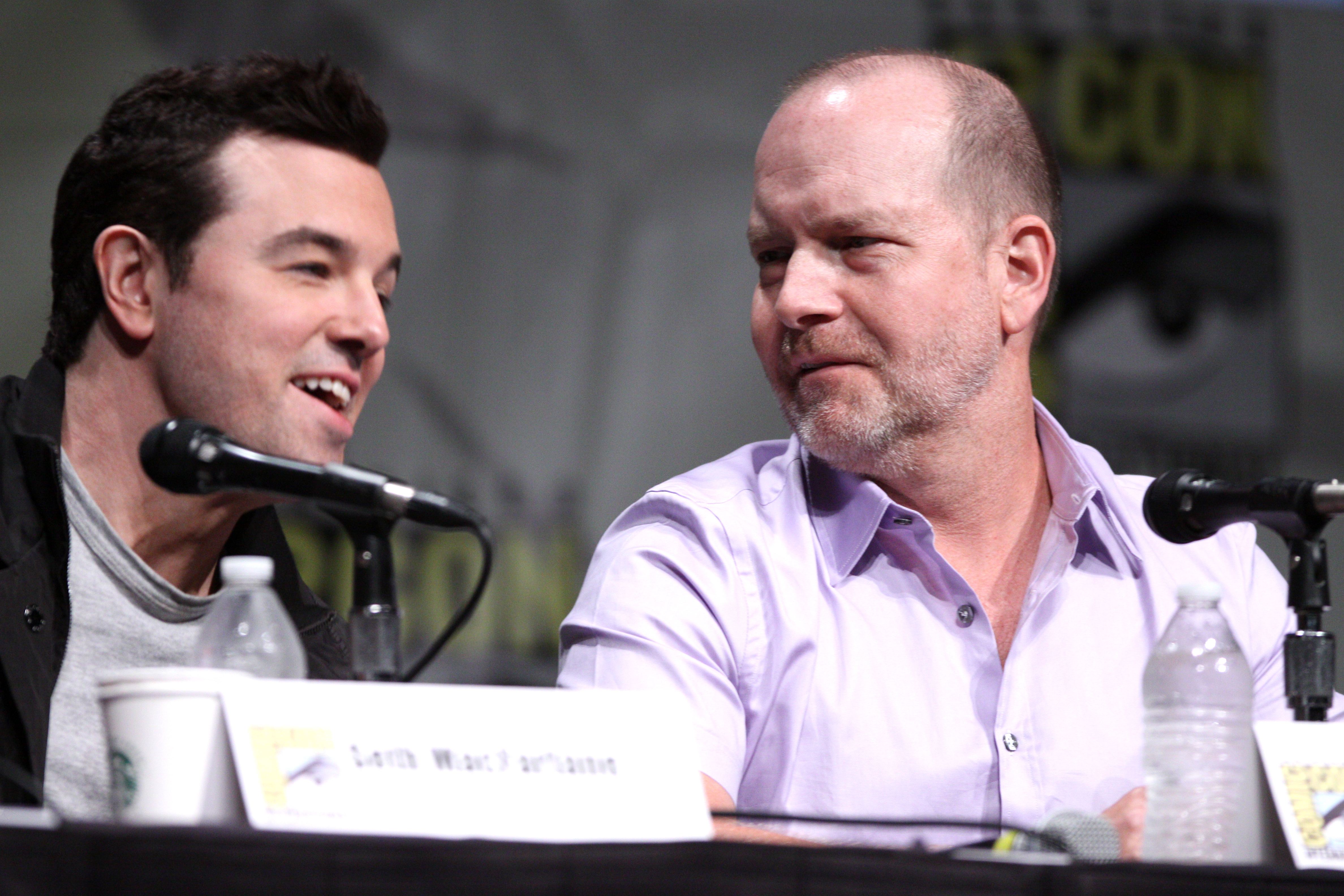
Seth MacFarlane et Mike Henry avec lesquels Richard Appel crée la série dérivée des Griffin, The Cleveland Show.

En 2008, il tient le rôle de coproducteur délégué de la série Les Griffin et celui de producteur délégué de American Dad! jusqu'en 2009. Il écrit également le scénario du huitième épisode de la septième saison des Griffin, Personne n'est parfait. En 2007, il crée, avec Mike Henry et Seth MacFarlane, The Cleveland Show, une série dérivée des Griffin dont le premier épisode est diffusé pour la première fois le 27 septembre 2009,. Mike Henry et Richard Appel sont producteurs délégués et responsables de la série, gérant les opérations au jour le jour, avec une participation limitée de Seth MacFarlane. Henry et Appel conçoivent la série comme « une série plus familiale et plus douce » que Les Griffin. La série, qui est prévue pour durer le temps d'une saison de vingt-deux épisodes, est prolongée par la Fox pour une deuxième saison de treize épisodes,. L'annonce est faite le 3 mai 2009, avant même que la première saison soit diffusée. Finalement, la deuxième saison est portée à vingt-deux épisodes elle aussi. En 2010, Richard Appel signe un nouveau contrat de trois ans et de sept chiffres avec la Fox pour rester responsable du Cleveland Show. Pour le président de la Fox, Gary Newman, « Ce qu'il y a de particulier chez [Appel], c'est son incroyable capacité à diriger. C'est un excellent scénariste en chef, et il sait vraiment donner le ton juste à une série. »

### Vie privée
En 1993, Richard Appel épouse la romancière Mona Simpson, sœur biologique de Steve Jobs, le fondateur d'Apple,,. Ensemble, ils ont deux enfants avant de divorcer vers 2009,,.

## Filmographie

### Scénariste

#### Pourles Simpson
| Année | Titre                              | Titre original                   | Saison | Épisode | Réalisateur          |
| ----- | ---------------------------------- | -------------------------------- | ------ | ------- | -------------------- |
| 1995  | La Mère d'Homer                    | Mother Simpson                   | 7      | 8       | David Silverman      |
| 1996  | Faux permis, vrais ennuis          | Bart on the Road                 | 7      | 20      | Swinton O. Scott III |
| 1996  | 22 courts-métrages sur Springfield | 22 Short Films About Springfield | 7      | 21      | Jim Reardon          |
| 1996  | Bart chez les dames                | Bart After Dark                  | 8      | 5       | Dominic Polcino      |
| 1997  | La Guerre secrète de Lisa Simpson  | The Secret War of Lisa Simpson   | 8      | 25      | Mike B. Anderson     |
| 1997  | Mère hindoue, fils indigne         | The Two Mrs. Nahasapeemapetilons | 9      | 7       | Steven Dean Moore    |
| 1998  | Homer fait son cinéma              | When You Dish Upon a Star        | 10     | 5       | Pete Michels         |

#### Autres
- 2003 : Adam Sullivan (A.U.S.A.) : 8 épisodes
- 2003-2005 : The Bernie Mac Show : 4 épisodes
- 2006 : Kitchen Confidential : 2 épisodes
- 2006 : My Ex Life
- 2009 : Les Griffin (Family Guy) : 1 épisode
- 2009-2013 : The Cleveland Show : 89 épisodes
- 2023 : Buddyman

### Producteur
- 1996-1998 : Les Simpson : 48 épisodes
- 1998-2001 : Les Rois du Texas (King of the Hill) : 32 épisodes
- 2003 : Adam Sullivan (A.U.S.A.) : 8 épisodes
- 2003-2005 : The Bernie Mac Show : 39 épisodes
- 2005-2006 : Kitchen Confidential : 12 épisodes
- 2006 : My Ex Life
- 2008-2023 : Les Griffin (Family Guy) : 210 épisodes
- 2009 : American Dad! : 15 épisodes
- 2009-2013 : The Cleveland Show : 88 épisodes
- 2021 : Family Guy COVID-19 Vaccine Awareness PSA
- 2023 : Buddyman (1 épisode)

### Acteur
- 2004 : J'adore Huckabees (I ♥ Huckabees) : Josh
- 2009-2011 : The Cleveland Show : le mari (3 épisodes)
- 2010 : The Making of 'Get Your Hump On' with Earth, Wind, & Fire
- 2019 : Les Griffin (Family Guy) : le testeur du groupe de focus (2 épisodes)